# Frances Hodgkins
Frances Hodgkins, née le 28 avril 1869 à Dunedin, et morte le 13 mai 1947 à Dorchester, est une peintre néo-zélandaise. Elle est considérée comme l'une des peintres les plus prestigieuses et les plus influentes de la Nouvelle-Zélande, bien que sa réputation repose sur ses œuvres réalisées en Europe,.

## Biographie

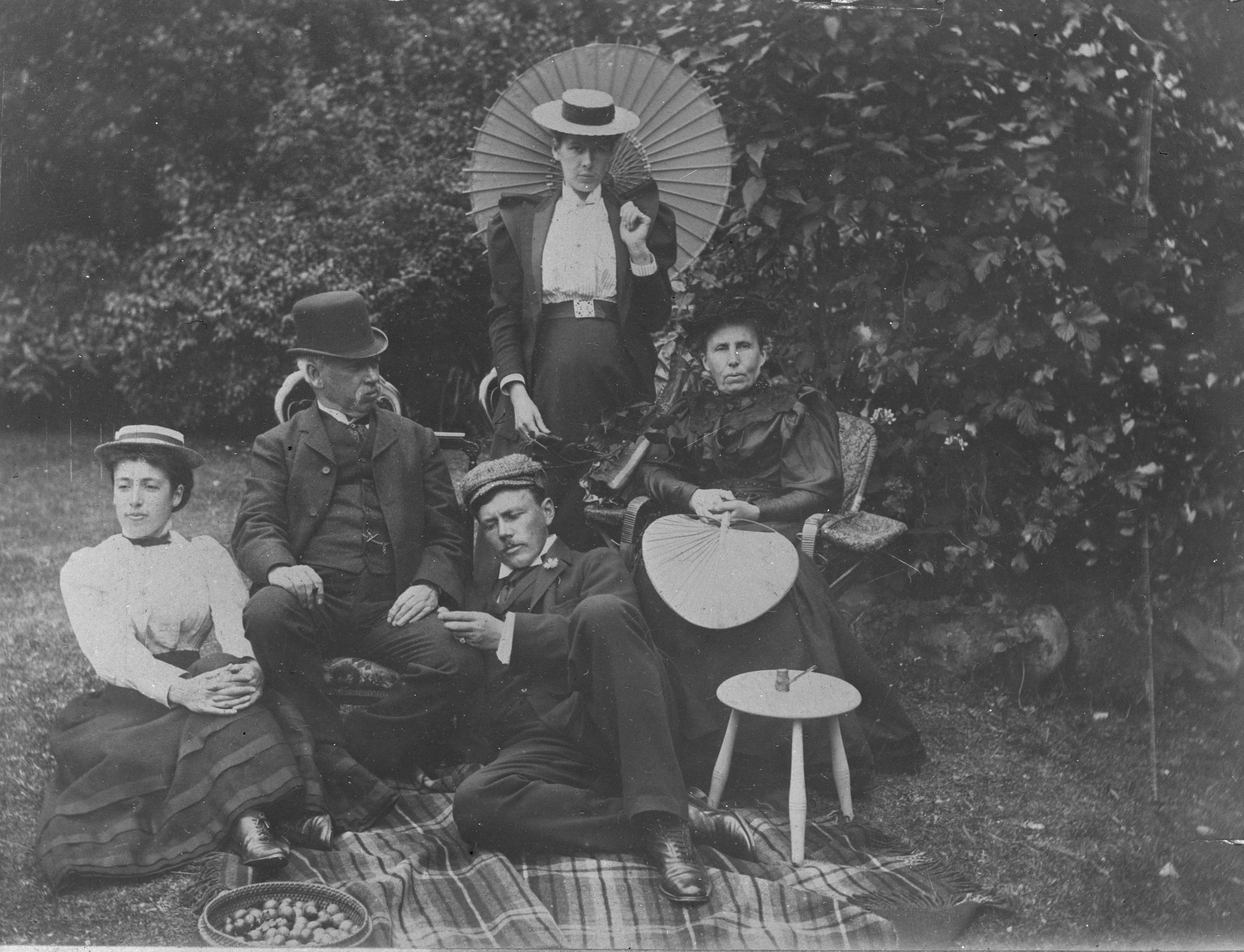
Frances Hodgkins (en blanc), Isabel Hodgkins (tenant un parasol japonais), William Mathew, Rachael Hodgkins, William Field (au sol), Cranmore Lodge, Dunedin, février 1892.

Originaire de la Nouvelle-Zélande, Frances Mary Hodgkins est la fille de Rachel Owen Parker et de W. M. Hodgkins, avocat, peintre amateur et figure de proue des milieux artistiques de la ville. Elle fréquente, avec sa sœur Isabel, la Braemar House, une école secondaire privée pour filles. Toutes deux démontrent déjà un talent artistique certain, et chacune devient une peintre paysagiste réussie à part entière. 
À partir de 1890, Frances Mary Hodgkins expose pour la première fois des scènes de genre rural et des portraits dans des sociétés d'art de Christchurch et Dunedin. En 1893, elle devient l'une des élèves du peintre italien G. P. Nerli, et réalise de nombreuses études de femmes assises, dont Head of an Old Woman, pour laquelle elle obtient le prix de l'Académie des Arts de Nouvelle-Zélande en 1895. 
Les peintures maories de Frances Mary Hodgkins sont, tout comme celles d'Ellen von Meyern et Gottfried Lindauer, associées à des portraits symboliques de femmes avec ou sans enfant. En 1895-1896, elle fréquente la Dunedin School of Art, et devient par la suite professeure d'art, afin de gagner l’argent nécessaire pour partir étudier en Angleterre.

## Carrière artistique

### L'arrivée en Europe
En 1901, Frances Mary Hodgkins quitte la Nouvelle-Zélande pour l'Europe, et s’inscrit à une école d'art à Londres. Elle continue cependant de voyager et de peindre en France, aux Pays-Bas, en Italie et au Maroc en compagnie de son amie et collègue artiste Dorothy Kate Richmond,,. De retour en Grande-Bretagne, elle se rapproche de Margaret Stoddart, une autre artiste expatriée. 
La jeune artiste participe à différentes classes et formations artistiques à travers l'Europe, elle étudie notamment le croquis avec Norman Garstin, lors d'un séjour en Normandie, durant les étés 1901 et 1902. En 1903, Fatima, l'une des aquarelles de l’artiste devient la première œuvre néo-zélandaise exposée à la Royal Academy of Arts de Londres,. 
En 1904, Frances Mary Hodgkins retourne en Nouvelle-Zélande pour ouvrir un atelier d'enseignement à Wellington, où elle présente une exposition conjointe avec Dorothy Kate Richmond. Elle compte parmi ses élèves, Edith Kate Bendall, compagne de l'écrivaine Katherine Mansfield. La même année, elle se fiance à un homme britannique, T. Boughton Wilby, mais les fiançailles sont rompues dès son retour à Londres en 1906, alors qu'elle souhaite poursuivre sa carrière artistique,. 
En Europe, Frances Hodgkins obtient sa première exposition personnelle à la Paterson's Gallery de Londres en 1907. Elle déménage à Paris en 1908. En 1910, elle commence à enseigner à l'Académie Colarossi, en tant que première femme à être nommée instructrice dans cette école. Elle fonde également l'École de l'Aquarelle. Pendant ce temps, elle expose de nombreuses aquarelles au Salon de Paris, et entre en contact avec l'artiste canadienne, Emily Carr.  

### Expérimentation et style personnel
Pendant la Première Guerre mondiale, Frances Mary Hodgkins passe quelque temps à Zennor, dans les Cornouailles, où elle travaille avec le peintre de Swansea, Cedric Morris, qui a peint son portrait en 1917. En 1915, elle commence à utiliser la peinture à l'huile. En 1919, à la fin de la guerre, elle s'installe en France, où son travail est influencé par les peintres Henri Matisse et André Derain.  
À partir de la fin des années 1920, son style adopte des caractéristiques modernistes, telles que des formes abstraites et simplifiées. Bien qu'elle continue à peindre des personnes, son travail témoigne également d'un intérêt à fusionner les conventions du paysage avec la peinture de nature morte. Elle développe son propre style très personnel, qui eut un fort impact lors de son exposition personnelle à la Claridge Gallery de Londres en 1928,. En 1924, elle découvre la ville de Nice, et y rencontre Margaret Butler, une sculptrice néo-zélandaise notable,.  
En 1925, Frances Hodgkins commence à travailler en tant que conceptrice de tissus à la Calico Printers' Association (CPA) de Manchester. Elle poursuit cependant ses voyages, et se rend à l'Exposition Internationale des Arts Décoratifs à Paris. En 1927, elle s'intéresse aux vues marines, et part s'installer à Concarneau en Bretagne, où elle rejoint une école de peinture anglo-américaine dirigée par Charles Morice, ami et biographe du peintre Paul Gauguin. 

### Rayonnement culturel
En 1929, Frances Hodgkins rejoint la Seven and Five Society, un groupe artistique de sept peintres et cinq sculpteurs, fondé en 1919 à Londres. Elle travaille aux côtés de jeunes artistes comme Barbara Hepworth, Ben Nicholson et Henry Moore. En 1930, elle soutient son amie Lucy Wertheim, quant à l'ouverture d'une galerie d'art à Londres, destinée à mettre en avant les travaux de jeunes artistes ou d'artistes émergents.Au cours des années 1930, Frances Hodgkins expose dans de nombreuses galeries londoniennes, et obtient un contrat de la Lefevre Gallery, pour produire et exposer des œuvres uniques tous les deux ans. En 1931, elle s'installe avec l'artiste néo-zélandaise Maude Burge, au sein de la Burge's Villa à Saint-Tropez. Elle se consacre alors à la réalisation de natures mortes,.    
Son expérimentation du mélange des genres artistiques se poursuit pour aboutir à des peintures qui confondent nature morte et autoportrait pour contourner l'apparence physique de l’auto-représentation,.   
En 1939, elle est invitée à représenter la Grande-Bretagne à la Biennale de Venise de 1940. Cependant à cause des restrictions de voyage en temps de guerre, son travail n'a pu être transporté à Venise.   
Frances Hodgkins meurt à l'hôpital psychiatrique Herrison House de Dorchester, le 13 mai 1947.    

## Galerie

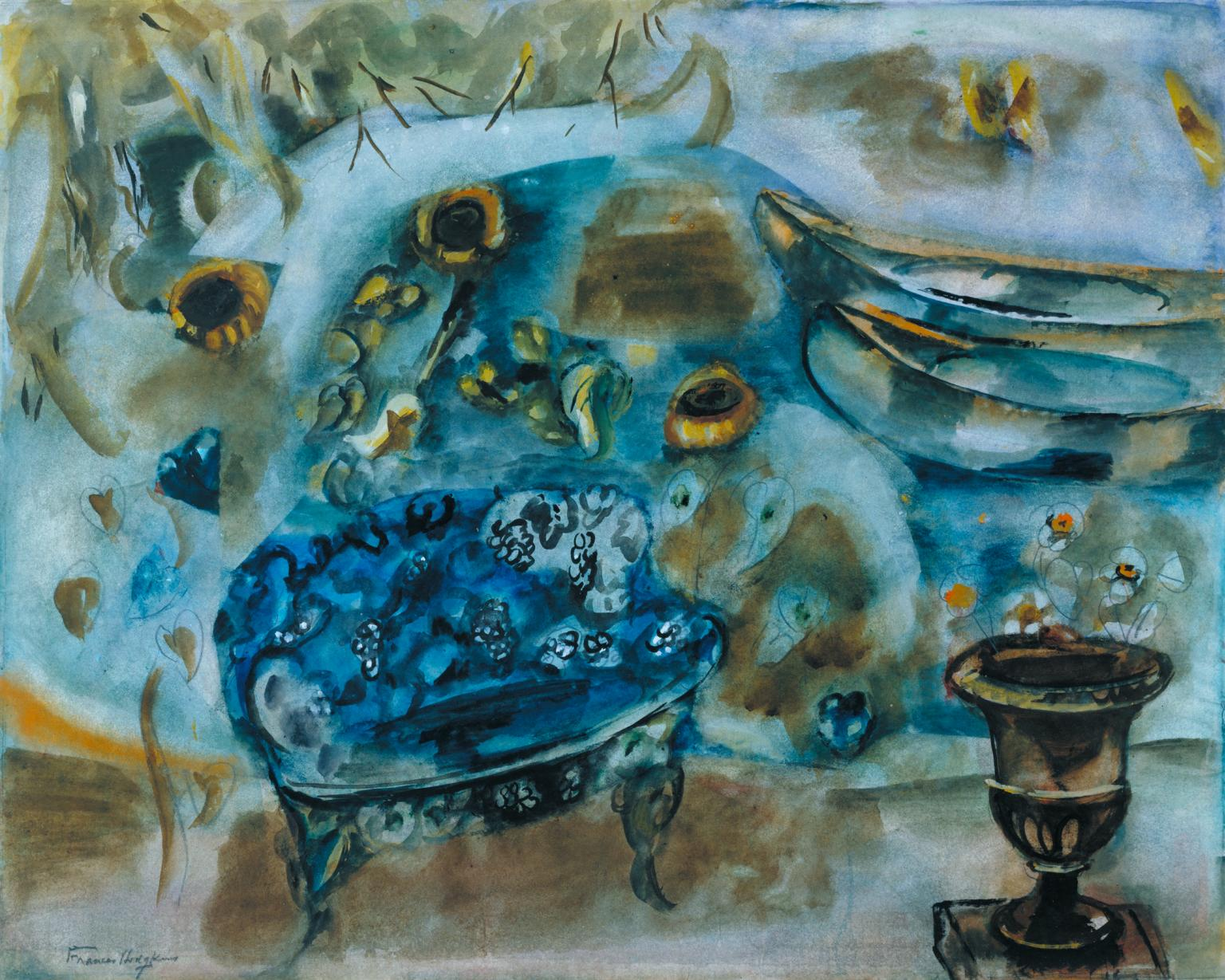
The Lake, Contemporary Art Society, vers 1930.
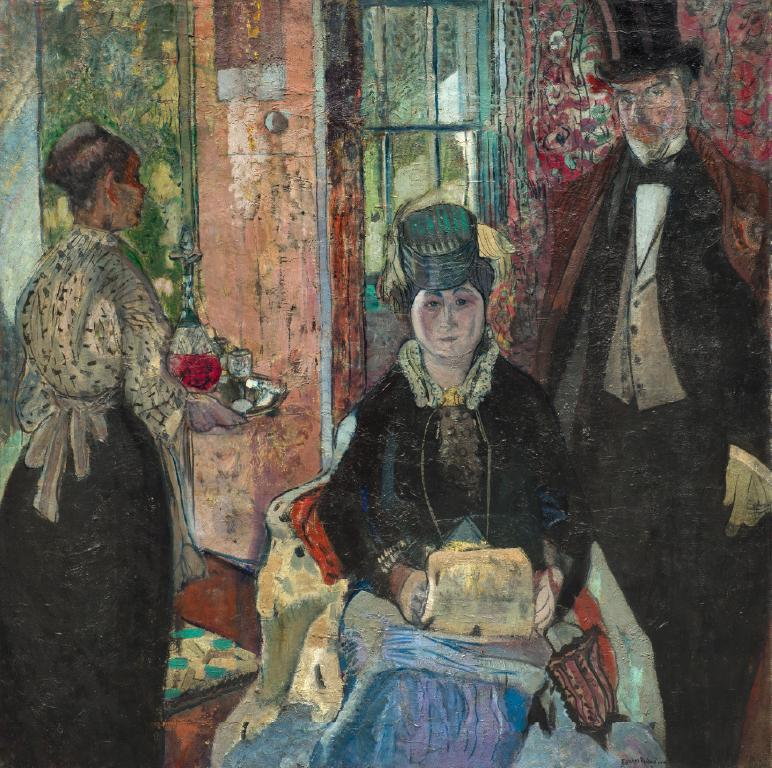
The Edwardians, Auckland Art Gallery, vers 1918.
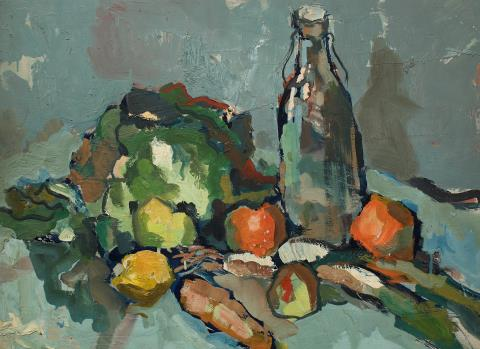
Untitled [Still Life with a Bottle], Auckland Art Gallery, 1918.
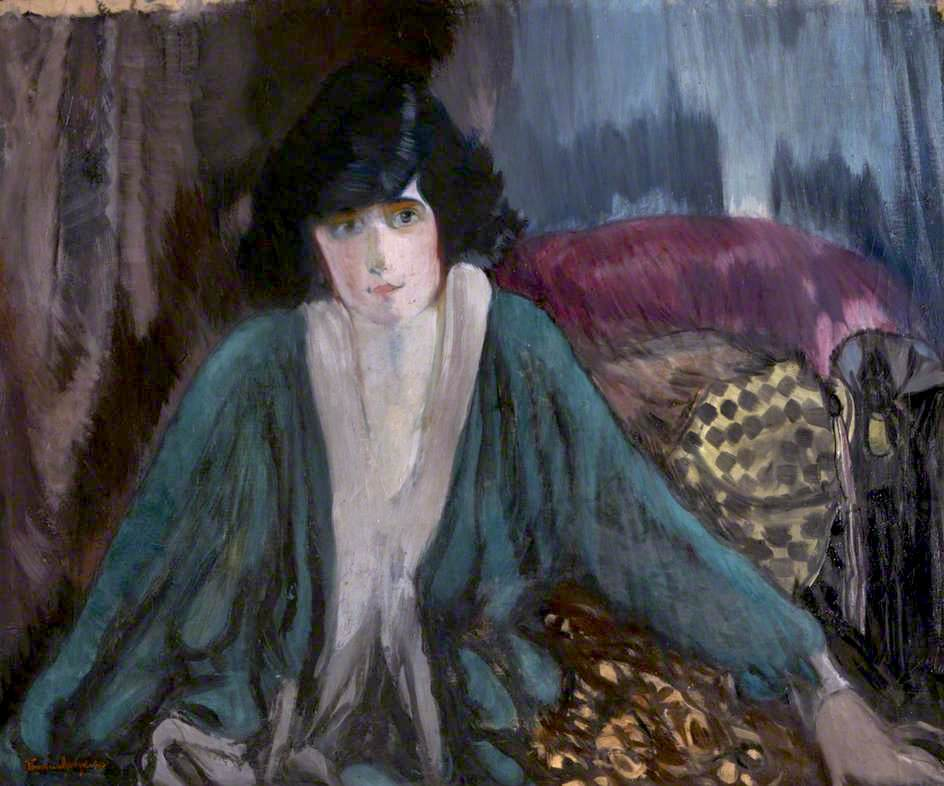
Mrs Hellyer, Plymouth Museums Galleries Archives, vers 1919.
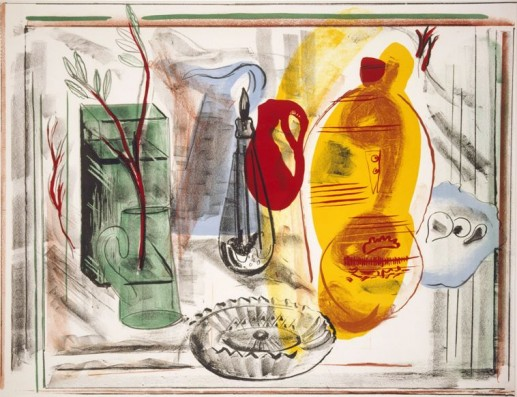
Arrangement Of Jugs, avant 1947.
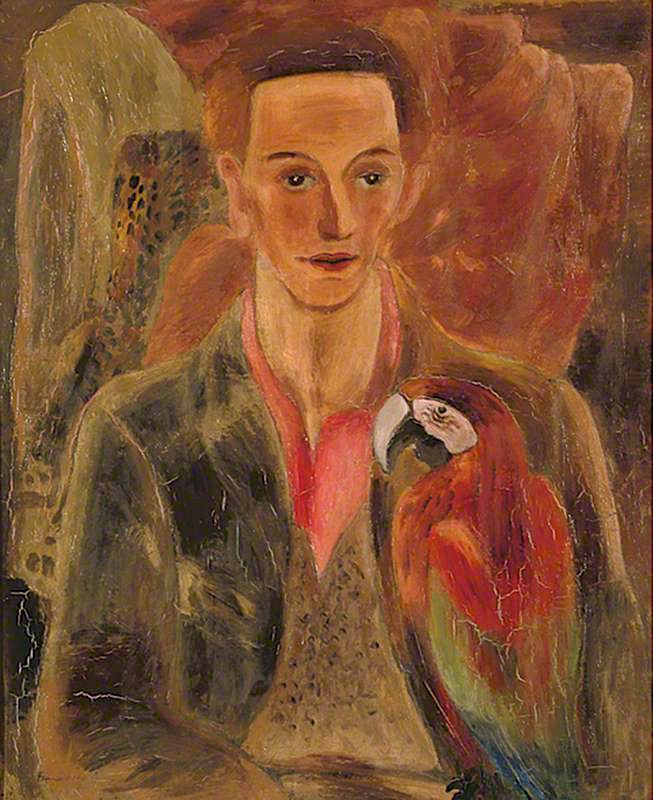
Portrait de Cédric Morris, Towner Art Gallery, 1930.
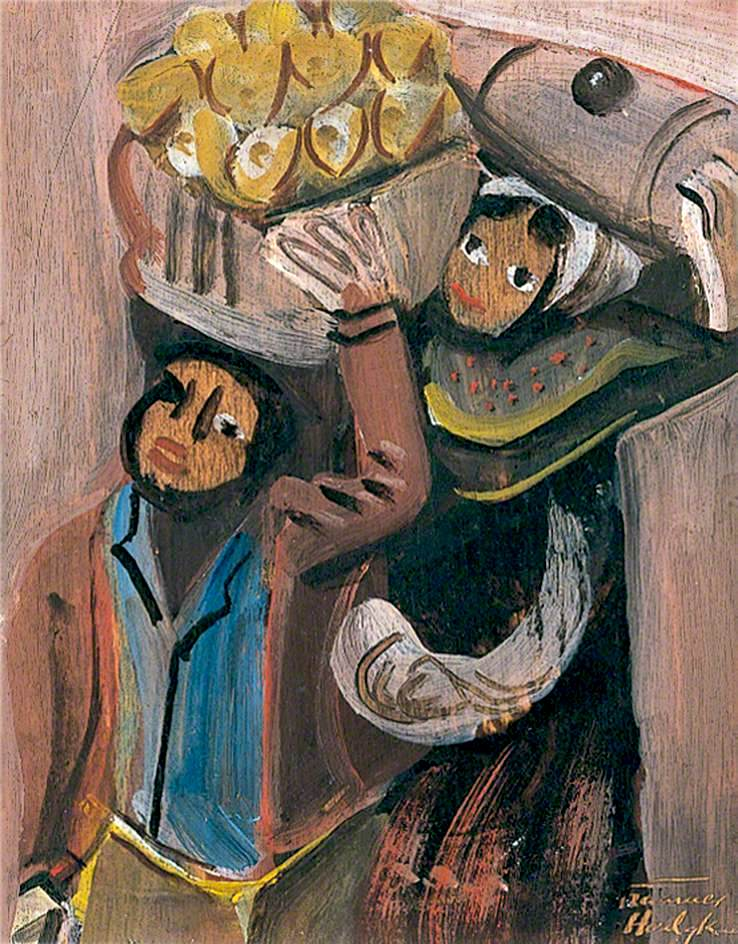
Spanish Peasants, Pallant House Gallery, 1934.
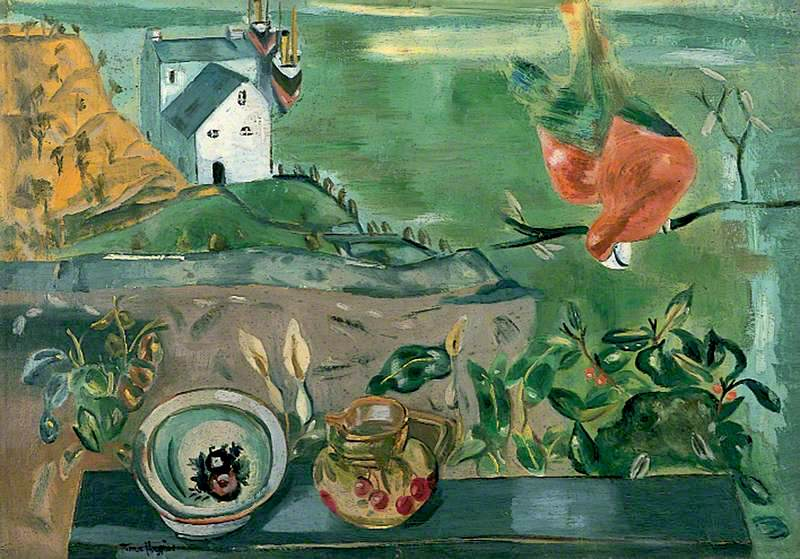
Wings over Water, Tate, 1930.
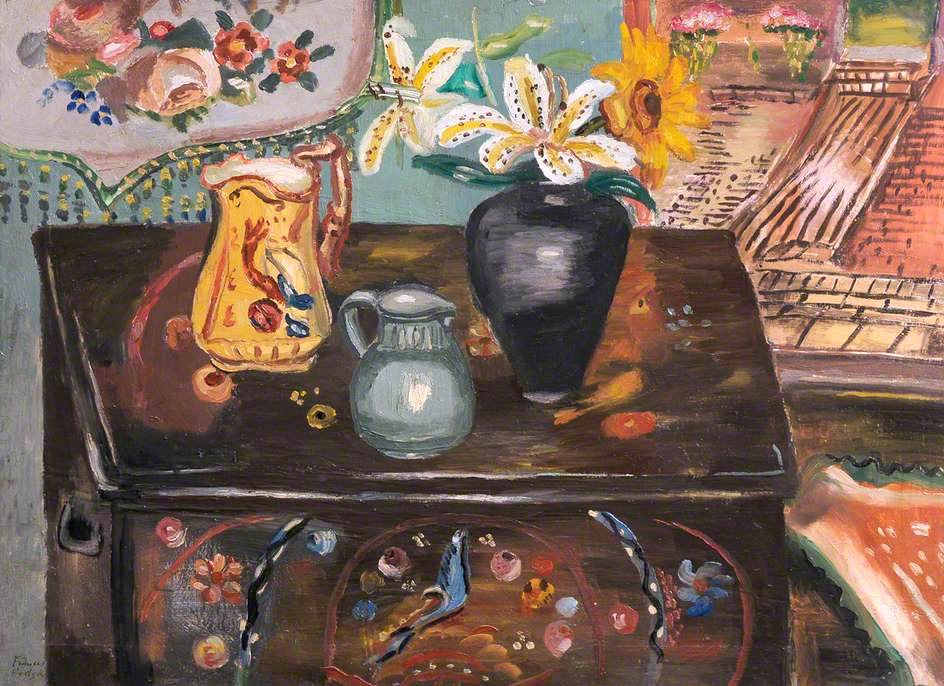
The Painted Chest, William Evans Bequest, Bangor University, 1938.
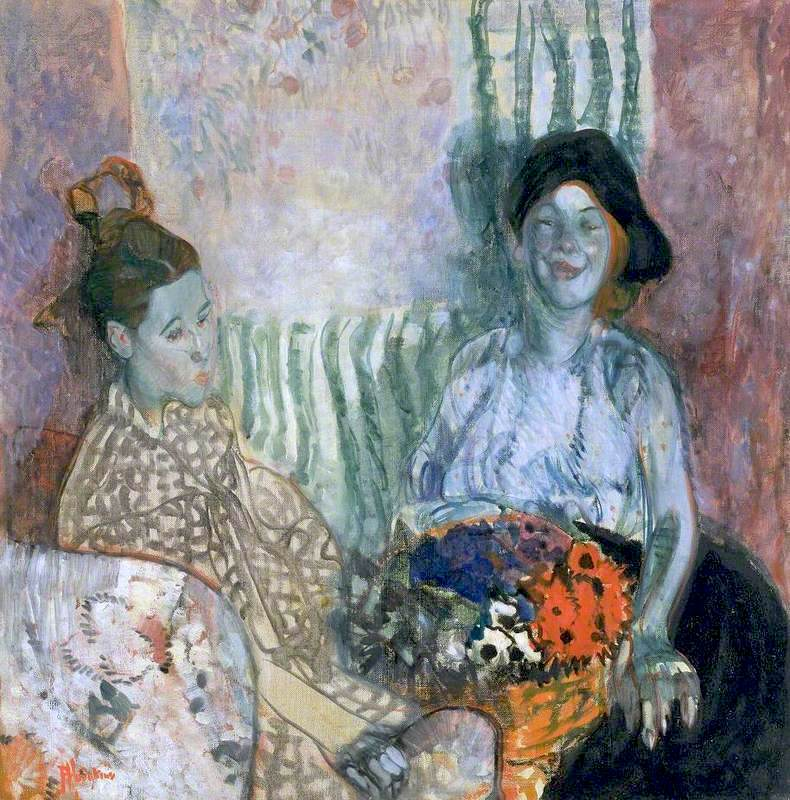
Loveday and Ann Two Women with a Basket of Flowers, Tate, 1915.

## Héritage
Hautement considérée dans la société britannique d'avant-garde, Frances Hodgkins est reconnue comme une figure clé du modernisme britannique,. Les œuvres de l’artiste néo-zélandaise appartiennent aux collections de grands musées internationaux tels que le Musée de la Nouvelle-Zélande Te Papa Tongarewa, la Towner Art Gallery, la Tate Gallery, la British Council Collection, la Government Art Collection ou la Auckland Art Gallery,,,,,.   
La Bourse Frances Hodgkins est créée en 1962 à l'Université d'Otago à Dunedin, en Nouvelle-Zélande.   

## Hommages
Depuis 2009, un cratère de la planète Mercure se nomme Hodgkins en son honneur.
En 2023, Blandine Massiet du Biest réalise en Nouvelle-Zélande un film documentaire sur sa vie et son art : Frances Hodgkins, Anything but a Still Life.